# Pashchim Champāran
Pashchim Champāran är ett distrikt i Indien.   Det ligger i delstaten Bihar, i den nordöstra delen av landet, 700 km öster om huvudstaden New Delhi. Antalet invånare är 3 935 042.
Följande samhällen finns i Pashchim Champāran:
- Bettiah
- Bagaha
- Rāmnagar